# Gneu Anici
Gneu Anici (en llatí Cnaeus Anicius) va ser un militar romà del segle ii aC. Era membre de la gens Anícia.
Va ser legat d'Emili Paul·le al Regne de Macedònia l'any 168 aC.